# August von Platen-Hallermünde

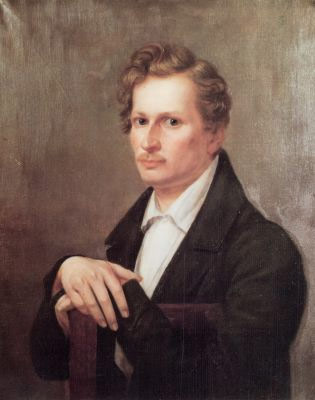
August Graf von Platen-Hallermünde, um 1830

August Graf von Platen-Hallermünde (geboren als Karl August Georg Maximilian Graf von Platen-Hallermund) (* 24. Oktober 1796 in Ansbach, Ansbach-Bayreuth; † 5. Dezember 1835 in Syrakus, Königreich beider Sizilien) war ein deutscher Dichter. Meist wird er August von Platen oder August Graf von Platen genannt, zuweilen auch schlicht Graf Platen.

## Familie

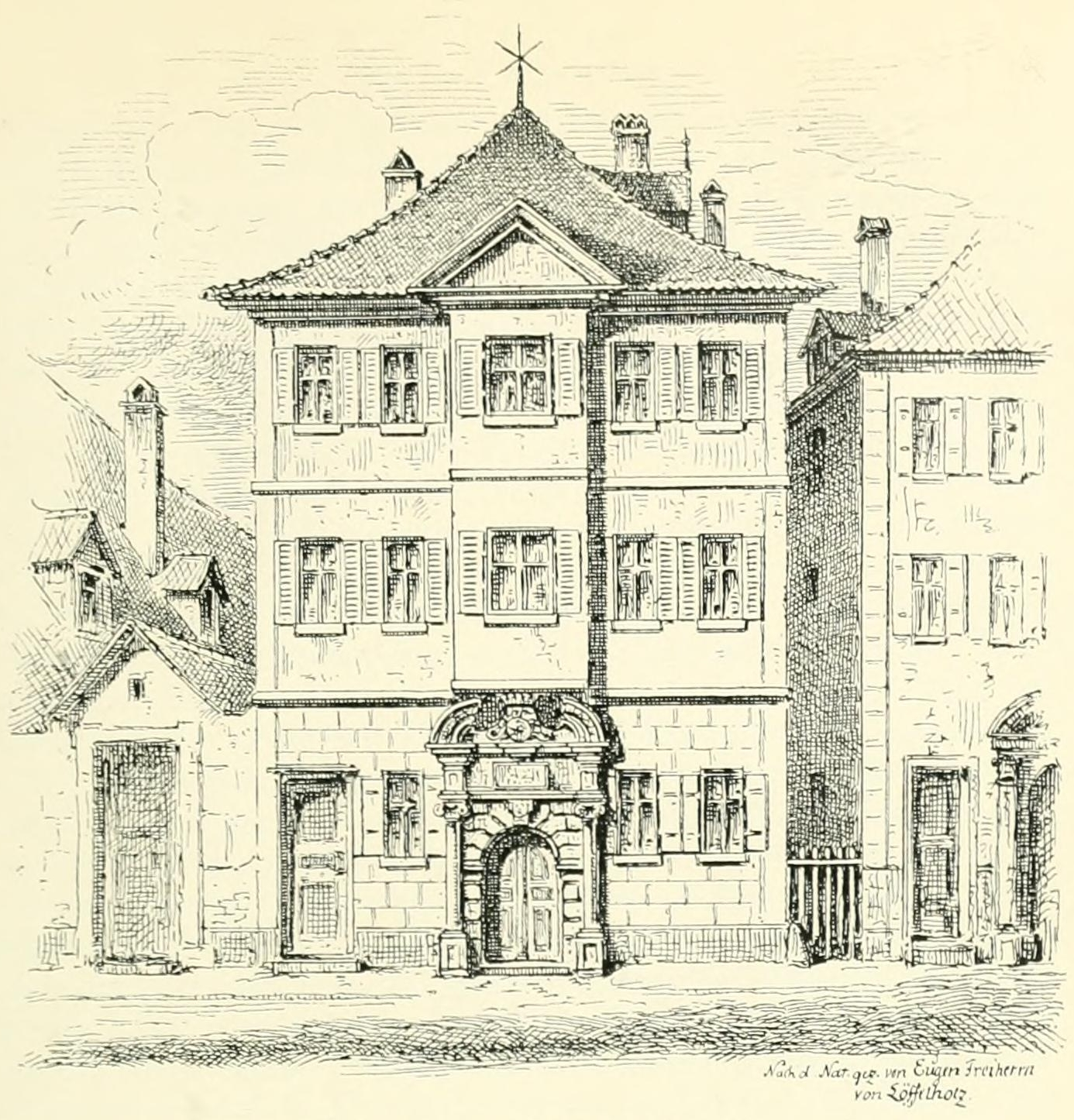
Platens Geburtshaus in Ansbach

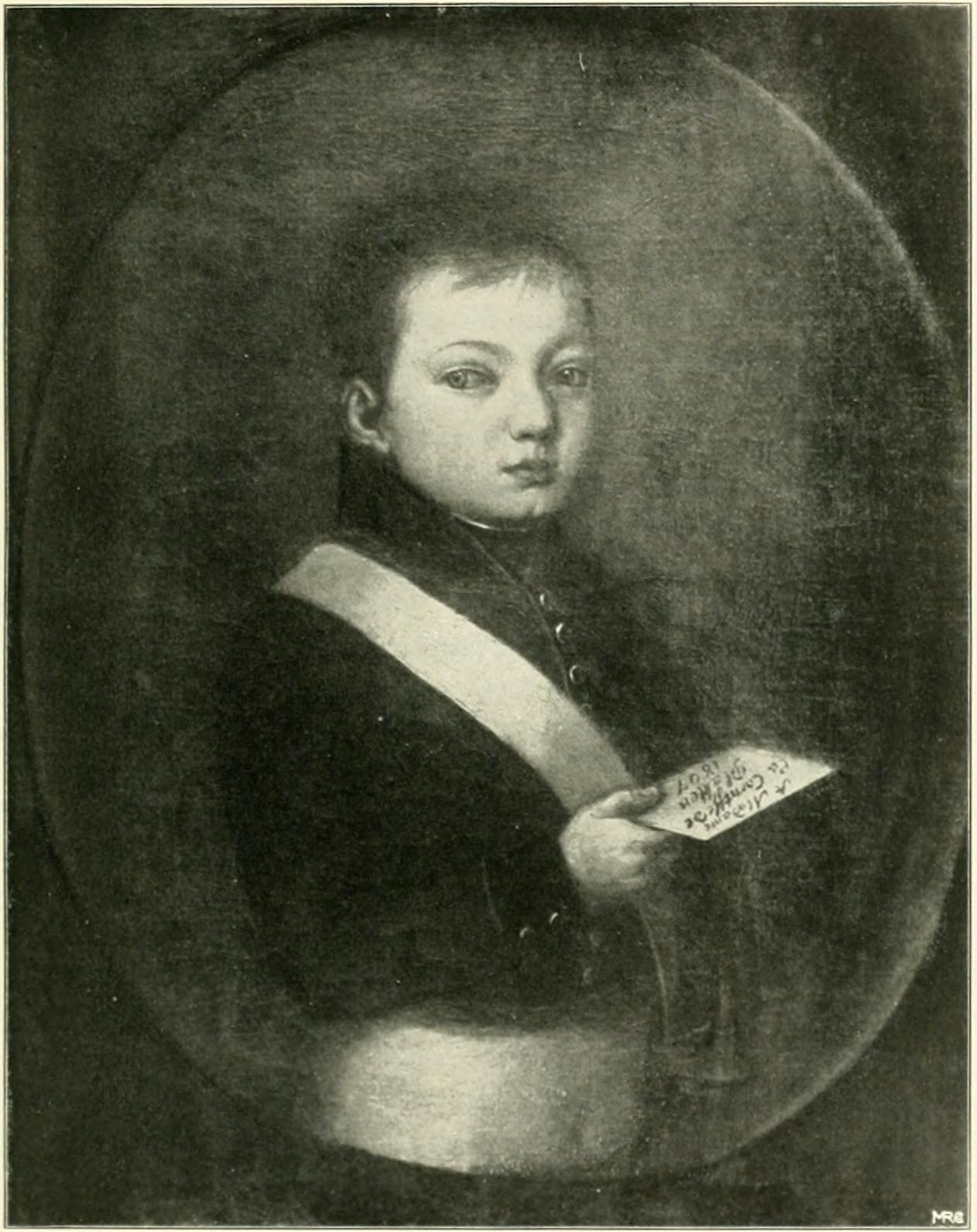
August von Platen als Kadett

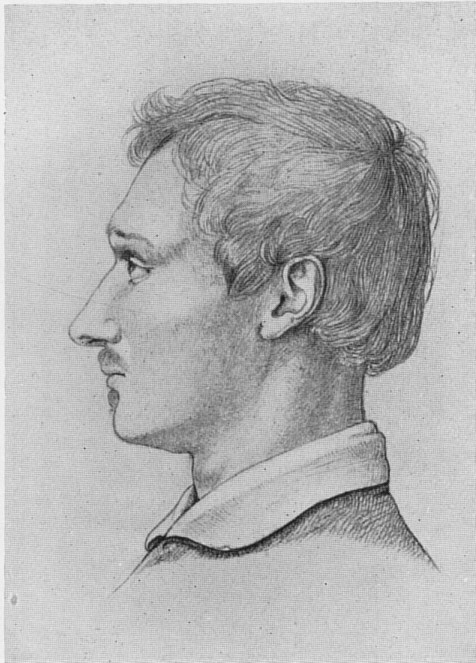
August Graf von Platen, 1827

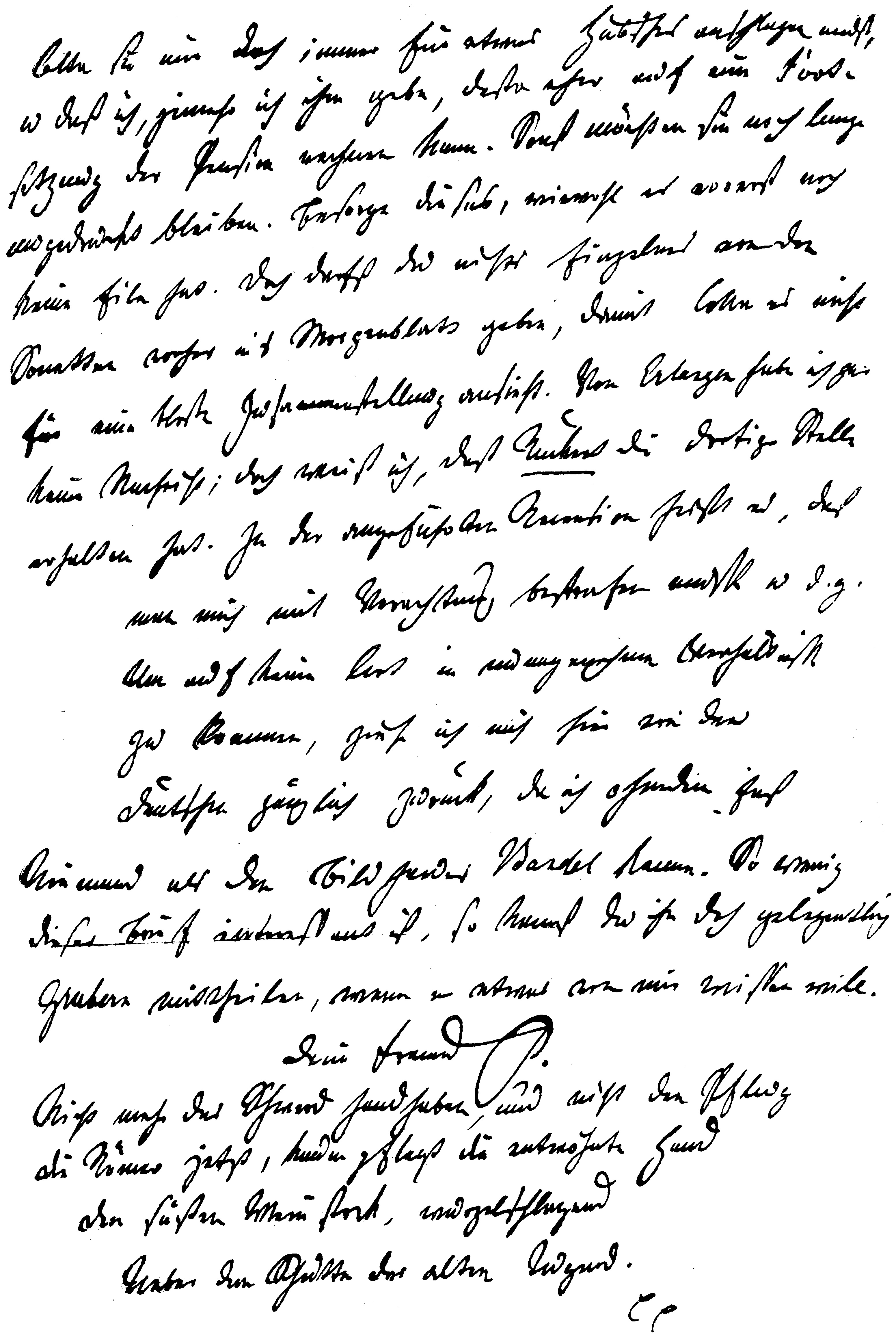
Platens Handschrift (Brief aus Rom vom 2. Dezember 1826)

August von Platen entstammt der reichsgräflichen Familie Platen-Hallermund, einem ursprünglich Rügener Zweig der Grafen von Platen, der im Kurfürstentum Braunschweig-Lüneburg zu Ansehen und Würden gekommen war. Sein Vater Graf Philipp August von Platen-Hallermund (* 22. Juni 1748; † 8. Juni 1831) war Leutnant in hannoverschen Diensten, als er bei einem England-Aufenthalt den Markgrafen Karl Alexander von Ansbach kennenlernte. Dieser holte ihn als Oberforstmeister nach Ansbach. Dort heiratete er Friederike Luise von Reitzenstein (* 8. März 1751; † 2. Mai 1815), die Tochter des Oberstallmeisters Ehrenreich von Reitzenstein. Er hatte mit ihr sechs Kinder, das Paar ließ sich aber 1792 scheiden. Im Mai 1795 heiratete er die Tochter des preußischen Wirklichen Geheimrats und Ansbacher Oberhofmarschalls Eichler von Auritz, Christiane Luise Eichler von Auritz (* 19. November 1765; † 20. Mai 1842). Sie war die Mutter von August und seinem jüngeren Bruder, der aber nur drei Jahre alt wurde.

## Leben
August von Platen verbrachte den Großteil seiner Kindheit in Ansbach; etwa ein Jahr lang lebte er vorübergehend mit den Eltern in Schwabach. Mit nicht ganz zehn Jahren wurde er 1806 Zögling des Münchener Kadettenhauses. Nach vier Jahren wechselte er auf die Königliche Pagerie. Dort interessierte er sich insbesondere für Fremdsprachen und Geschichte und schrieb erste Verse.
1813 meldete er sich zum Militärdienst und wurde 1814 Leutnant im Leib-Regiment des bayerischen Königs Maximilian I. Joseph. Zu jener Zeit wurde er sich seiner Homosexualität bewusst, die für sein späteres dichterisches Werk große Bedeutung hatte, äußerte aber auch zeitweilig Gefühle für eine junge Französin, die Tochter einer Emigrantin. In dieser Phase entstanden patriotische Verse. 1815 nahm er am letzten Frankreichfeldzug gegen Napoleon teil. Ab 1814 beschäftigten ihn Suizidgedanken, die ihn sein Leben lang begleiteten. Vorübergehend dachte er daran, nach Amerika auszuwandern. In diesen Jahren begann er auch, sich für Botanik zu interessieren.
Im Frühjahr 1818 erhielt er ein königliches Stipendium und wurde für ein Studium der Rechtswissenschaften in Würzburg auf drei Jahre vom Militärdienst beurlaubt. In Würzburg lebte er vom 4. April 1818 bis zum 1. September 1819, wohnte in der heutigen Domstraße 36 im „Haus Zum güldenen Hirschen“ über der „Apotheke zum Hirschen“ und beschäftigte sich neben Jura mit Philosophie, Zoologie und Botanik. Zudem besuchte er – mit der Absicht, Diplomat zu werden – auch Vorlesungen zu den Themen Geschichte der Deutschen, Völkerrecht mit Rücksicht auf auswärtige Politik und Ideal- und Naturphilosophie. Seine Leidenschaft für den Kommilitonen Eduard Schmidtlein (von Platen „Adrast“ genannt) blieb unerwidert; ihm widmete er einige Gedichte, vornehmlich Sonette.
Im Oktober 1819 wechselte er an die Universität Erlangen, gab sein bisheriges Studienfach auf und widmete sich stattdessen der Poesie. Während seines Studiums wurde er im Wintersemester 1819/20 Mitglied der Erlanger Burschenschaft. Seine sieben Jahre in Erlangen gelten als die dichterisch fruchtbarste Periode in seinem Leben. Er wandte sich der persischen Sprache und Literatur zu und veröffentlichte 1821 Ghaselen und 1823 Neue Ghaselen (siehe Ghasel). Seine erste Reise nach Venedig fand im Herbst 1824 statt. Dort entstanden ein Jahr später die Sonette aus Venedig. 1825 entstand sein bekanntestes Gedicht Tristan über das Erleben der Schönheit, Todesnähe und den ewigen „Schmerz der Liebe“. Wegen einer Urlaubsüberschreitung erhielt er 1825 in Nürnberg militärischen Arrest.
Von Erlangen aus besuchte von Platen zahlreiche deutsche Dichter und Gelehrte. In Weimar traf er Goethe, in Ebern Friedrich Rückert und in Bonn August Wilhelm Schlegel; Ludwig Uhland suchte er in Stuttgart auf. Seine Verehrung Jean Pauls führte ihn 1820 erstmals nach Bayreuth, wo er diesen am 28. Januar in dessen Wohnung antraf. Über diese Begegnung notierte er: „Welch ein reicher Austausch von Ideen, besonders über alles, was Poesie betrifft“. Am 23. August 1823 traf er mit Jean Paul in Erlangen zusammen, und am 24. Dezember jenes Jahres quartierte er sich für eine Woche im Bayreuther Gasthof „Sonne“ ein. Zu seiner Enttäuschung traf er den Schriftsteller nur kurz am Abend des 1. Weihnachtsfeiertags an. Dafür bemühte sich Jean Pauls Ehefrau Karoline Richter, von Platen in die örtliche „höhere“ Gesellschaft einzuführen, und machte ihn u. a. mit Johann Christoph Held bekannt. Als von Platen am 17. November 1825 vom Tod Jean Pauls erfuhr, widmete er ihm ein Sonett.
Im Sommer 1826 erhielt Platen von der Militärbehörde die Erlaubnis zu einem zweijährigen Studienaufenthalt in Italien. Im Jahr 1827 publizierte Heinrich Heine spöttische Verse von Karl Immermann, durch die sich Platen provoziert fühlte. Er verunglimpfte daraufhin Heine wegen dessen jüdischer Herkunft. Heine revanchierte sich, indem er Platens Homosexualität öffentlich machte. Die auf literarischem Wege vorgetragenen gegenseitigen Angriffe führten zu einer lebenslangen Feindschaft zwischen den Dichtern (siehe Platen-Affäre). Platen kehrte nicht mehr dauerhaft aus seinem italienischen Exil zurück. Seine Erfahrungen verarbeitete Platen in einem Gedicht zum Thema Heimat. Dort heißt es unter anderem:
Doch wer aus voller Seele haßt das Schlechte,

Auch aus der Heimat wird es ihn verjagen,

Wenn dort verehrt es wird vom Volk der Knechte.

Weit klüger ist’s, dem Vaterland entsagen,

Als unter einem kindischen Geschlechte

Das Joch des blinden Pöbelhasses tragen.
In der Folgezeit wechselte er mehrmals seinen Wohnsitz zwischen Rom und Neapel. Er schrieb Gedichte und führte ein bescheidenes Leben. Er machte unter anderem die Bekanntschaft von Giacomo Leopardi; auch zum evangelischen Theologen Gustav Gündel entwickelte sich ein enges Verhältnis. Meist war er jedoch einsam und unzufrieden. Bis auf zwei kurze Besuche sah er seine Heimat nicht mehr wieder.
1835 floh Platen vor der Cholera von Neapel nach Palermo und dann weiter nach Syrakus, wo er den Winter verbringen wollte, um Geschichtsstudien zu betreiben. Dort erlitt er, alkoholkrank, eine von ihm für ein Cholerasymptom gehaltene Kolik. August von Platen-Hallermünde starb, 39 Jahre alt, möglicherweise durch übermäßige Medikamenteneinnahme. Marchese Mario Landolina, Platens Gastfreund in Syrakus, ließ ihn im Garten seiner Villa begraben, da es auf Sizilien keine protestantischen Friedhöfe gab.

## Ehrungen

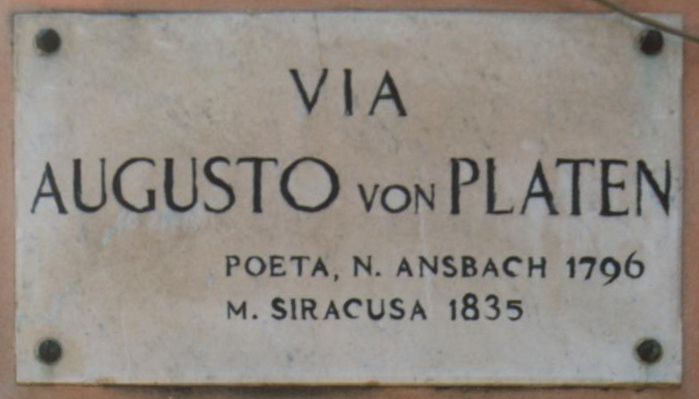
Via Augusto von Platen, Straßenschild in Syrakus

Seit 1828 war Platen außerordentliches Mitglied der Bayerischen Akademie der Wissenschaften. Der August Graf von Platen Literaturpreis ist ein deutscher Literaturpreis, der alle zwei Jahre ihm zu Ehren verliehen wird.
Seine Büste wurde in der Ruhmeshalle in München aufgestellt. Nach ihm ist das Platen-Gymnasium in seiner Geburtsstadt Ansbach benannt. In Ansbach, Bayreuth, München, Nürnberg, Würzburg, Erlangen, Frankfurt am Main, Brunn am Gebirge (Österreich) und Syrakus (Sizilien) sind Straßen nach Platen benannt. In Würzburg ist eine 1949 von Otto Sonnleitner hergestellte Büste Platens neben der Eingangstür seines ehemaligen Wohnhauses (Domstraße 36) angebracht. In Erlangen erinnern auch das noch erhaltene Platenhäuschen am Burgberg sowie eine Gedenktafel an seinem Wohnhaus (Marktplatz 4) an ihn.

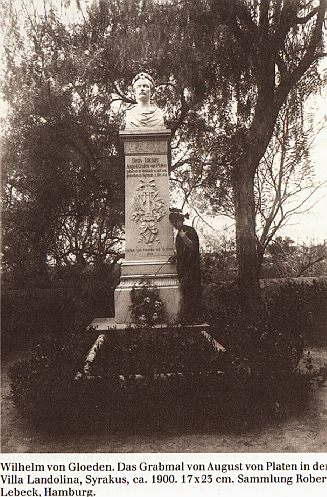
Grabmal in Syrakus, Fotografie von Wilhelm von Gloeden
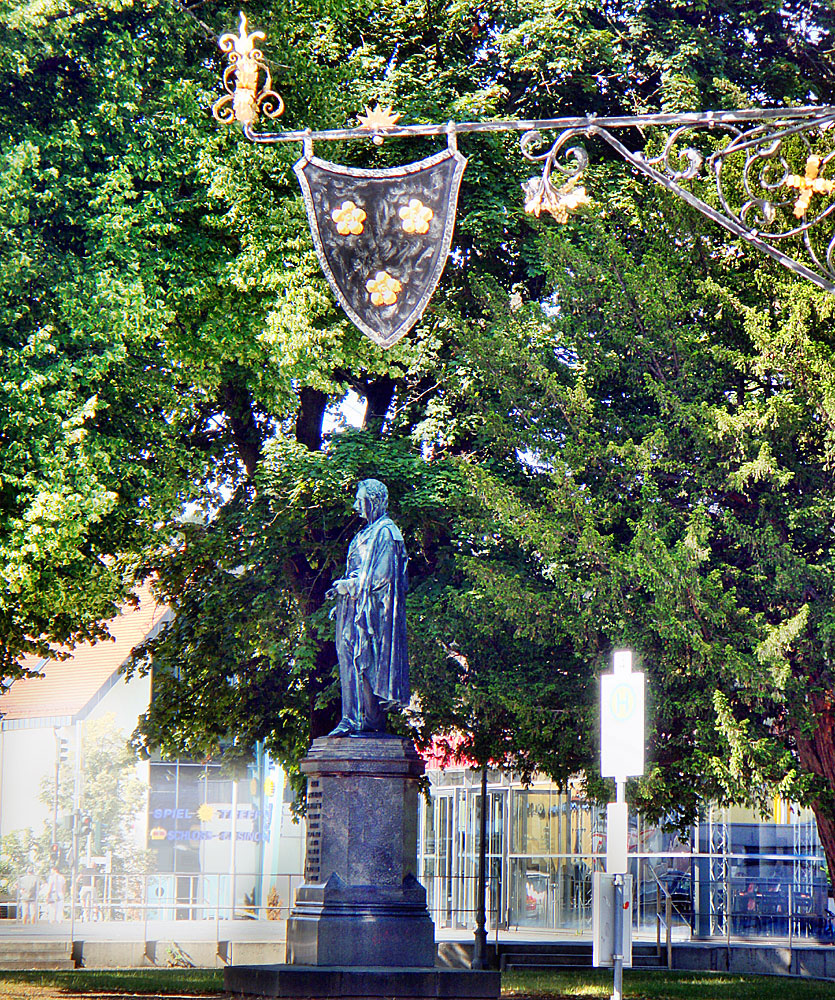
Platen-Denkmal am Schlossplatz in Ansbach

## Werke

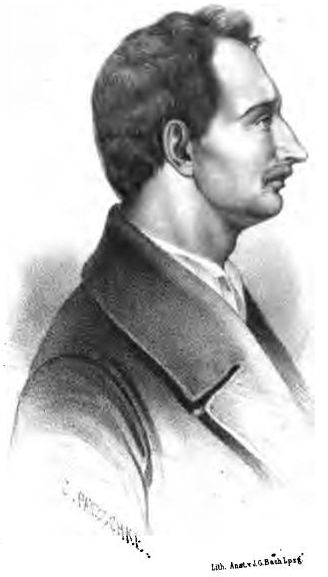
August Graf von Platen

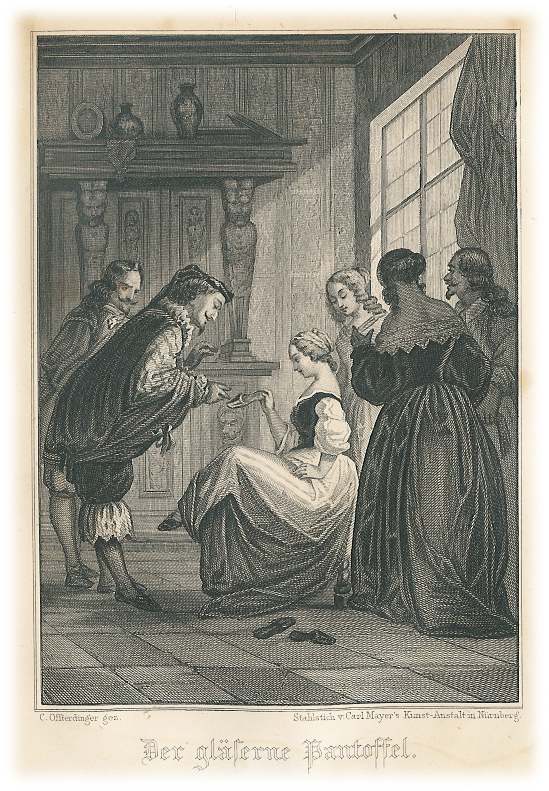
Illustration zum Theaterstück
Der gläserne Pantoffel (1823), in: Gesammelte Werke, 3. Band, 1853

Siehe das Gesamtverzeichnis seiner Werke bei Wikisource
Platen ist vor allem als Lyriker, als Meister des Sonetts und der Ghasel, von Bedeutung.

### Lyrik
- Ghaselen 1821; archive.org.
- Lyrische Blätter 1821; archive.org.
- Neue Ghaselen 1823 (reader.digitale-sammlungen.de).
- 12 Sonette 1823 (in Urania – Taschenbuch auf das Jahr 1823)[15]
- Sonette aus Venedig 1825 (books.google.de).
- Tristan 1825
- Gedichte 1828 Digitalisat und Volltext im Deutschen Textarchiv
- Polenlieder 1831 (books.google.de).

### Dramen
- Der gläserne Pantoffel (1823)
- Der Schatz des Rampsinit (1824)
- Der Turm mit den Sieben Pforten, ein Lustspiel (1825)
- Die verhängnisvolle Gabel (1826); Digitalisat und Volltext im Deutschen Textarchiv; archive.org.
- Der romantische Ödipus (1829) Digitalisat und Volltext im Deutschen Textarchiv
- Die Liga von Cambrai (1833); books.google.de
- Gesammelte Werke des Grafen August von Platen. 1847; archive.org

### Balladen
- Das Grab im Busento
- Harmosan
- Der Pilgrim vor St. Just
- Alexius

### Sonstiges
- Tristan, Lied (1825)
- Geschichten des Königreichs Neapel von 1414 bis 1443. 1833 (books.google.de)
- Die Abbassiden. Ein Gedicht in neun Gesängen (1829: Die Abassiden …, hier: 1834) Volltext bei Wikisource
- Die Tagebücher des Grafen August von Platen (1896/1900)
- Die Tagebücher des Grafen August von Platen, 1796–1825. Digitalisat

### Werkausgaben
- Max Koch, Erich Petzet (Hrsg.): August Graf v. Platens sämtliche Werke in 12 Bänden. Historisch-kritische Ausgabe mit Einschluss des handschriftlichen Nachlasses. Hesse, Leipzig um 1910.
- G. A. Wolff, V. Schweizer (Hrsg.): Platens Werke. Kritisch durchgesehene und erläuterte Ausgabe. 2 Bände. Bibliographisches Institut, Leipzig/Wien o. J.
- Gesammelte Werke des Grafen August von Platen. In fünf Bänden. J. G. Cotta’scher Verlag, Stuttgart und Tübingen 1853. (Digitalisat)
- August von Platen: Die verhängnißvolle Gabel [1826]. Der romantische Oedipus [1828]. Neudruck der Erstausgaben. Mit Karl Immermanns „Der im Irrgarten der Metrik umhertaumelnde Cavalier“. (= Reclams Universal-Bibliothek. 118). Hrsg. v. Irmgard und Horst Denkler. Reclam, Stuttgart 1979
- Kurt Wölfel, Jürgen Link (Hrsg.): August von Platen. Werke in zwei Bänden. Band I: Lyrik. Winkler, München 1982 (Winkler Weltliteratur, Band II nicht erschienen).

### Neuauflagen
- Sonette aus Venedig. Herausgegeben und mit einem Nachwort versehen von Ulrich Klappstein. Mit 13 Fotografien von Hans-Joachim Polleichtner. hohesufer.com, Hannover 2012, ISBN 978-3-941513-26-6.

## Literarische Darstellungen (Auswahl)
- Friedrich Hebbel: Platen (Gedicht). (online)
- Ferdinand Hardekopf: Contra Platen (Gedicht). In: Neue Schweizer Rundschau, 20. Jg., Heft 7, Zürich 1927. (online)
- Gerd Scherm: Der schändliche Skandal Heine-Platen. (Schauspiel).

## Vertonungen (Auswahl)
- Friedemann Holst-Solbach (2012): Teures Wesen. Komposition zu sieben Sonetten. – „Bekennende Sonette“ – geschrieben 1826, für Alt- und Tenorsoli und einen kleinen Chor sowie für eine Kammerorchesterbesetzung (Klavierauszug mit CD: ISMN 9-790-500750147; Partitur mit CD: ISMN 9-790-500750130; Einzelstimmen: ISMN 9-790-500750154).
- Zahlreiche Gedichte von August von Platen-Hallermünde wurden für eine Singstimme mit Klavierbegleitung, für Chöre, einige auch als Orchesterlieder vertont. Zu den Komponistinnen und Komponisten gehören unter anderem Johannes Brahms, Anton Bruckner, Peter Cornelius, Fanny Hensel, Paul Hindemith, Engelbert Humperdinck, Carl Loewe, Felix Mendelssohn Bartholdy, Franz Schubert und Robert Schumann. Eine detaillierte Liste der vertonten Texte und der jeweiligen Komponistinnen und Komponisten ist auf der Webseite The LiederNetArchive zu finden, digital: